# Курпякова, Нина Викторовна
Ни́на Ви́кторовна Курпяко́ва (род. 5 августа 1988, Москва) — российская актриса театра и кино, продюсер, сценарист, телеведущая.

## Биография
Курпякова Нина Викторовна родилась 5 августа 1988 года в Москве. Окончила школу классического танца по специальности артистка балета. Училась современному танцу в Париже (Centrе International de Danse Jazz) .
Окончив Российский институт театрального искусства — ГИТИС (Курс Васильева Ю. Б) получает приглашение служить в Московский академический театр сатиры, где в 2007 году дебютирова в главной роли (Де Мон Блан) в спектакле «Черная уздечка белой кобылице».
В 2008 году становится ведущей телевизионной программы «Склок-шоу» на канале «Столица». В 2009 году пробует себя на радио в качестве соведущей программы на радио «Мегаполис». С 2011 года сотрудничает с Театром Ю. Васильева, где премьерной стала главная роль (Натали Воронина) в спектакле «Продавец игрушек». Много и плодотворно снимается в кино и сериалах. В 2013 году прошла курс обучения в киношколе Cinemotion на продюсерском факультете. Дипломной работой стал короткометражный фильм Час, в котором Нина выступила продюсером, соавтором сценария и сыграла главную роль.
Фильм удостоен Наград.
Помимо работы в кино и театре Нина Курпякова поддерживает культурно-общественные и благотворительные проекты.
С 2017 года проживает в Аргентине (Буэнос-Айрес). С 24-го апреля 2018 года замужем за аргентинским бизнесменом Германом Освальдо Вижамарин (Germán Osvaldo Villamarin)

## Фильмография
- 2017 — Игра с огнём — роль Алла (реж.В.Донсков, Амальгама)
- 2017 — Золотая орда — роль Авдотья (реж. Т.Алпатов, Марсмедиа)
- 2016 — Семейные обстоятельства — роль Настя (реж. О. Доброва-Куликова , Амедиа)
- 2016 — Жизнь после жизни (Небеса подождут) — роль Тамара (реж. М. Вассербаум , Star Media)
- 2015 — Золотая клетка — роль Ева (реж. С. Кешишев, Иллюзион)
- 2015 — Склифосовский(4 сезон) — роль Маша Петренко (реж. Ю. Красновская,Русское)
- 2015 — Викинг-2 — главная роль Ольга (реж. С. Мареев, Грин фильм)
- 2014 — Зелёная карета — роль Ниночка (реж. О. Асадулин, Пропеллер продакшн)
- 2014 — Тень одиночества — роль Евгения Аллилуева(реж. А Мурадов, Пиманов-фильм)
- 2013 — Анютино счастье — роль Лариса (реж. Б. Рабей, Русское)
- 2013 — Час — главная роль Ольга Казакова (реж. Марина Мигунова, «3Q-cinema»), (генеральный продюсер Нина Курпякова), (авторы сценария Светлана Борисенок и Нина Курпякова)
- 2013 — До смерти красивая — Елизавета (реж. Е. Двигубская, Леан-М)
- 2012 — Личная жизнь следователя Савельева — Надежда Лебедева (реж. С. Крутов, Пирамида)
- 2012 — Военная разведка. Северный фронт — главная роль: Рита Брусникина (реж. П. Амелин, Green Film)
- 2011 — Была тебе любимая — главная роль: Татьяна Хомутова (реж. С. Кириенко, Pro100фильм)
- 2011 — Амазонки — Наташа (реж. В. Власова, В. Лаврентьев, Новый проект)
- 2009 - 2011 — Маргоша — Анастасия Гончарова (реж. А. Силкин, С. Арланов, Коста фильм)
- 2010 — Учительская — главная роль: Ольга (реж. Д. Орлов, Телемост)
- 2010 — Небо в огне — главная роль: Фира / Эсфирь Натансон (реж. Д. Черкасов, Star Media)
- 2010 — Наша Russia: Яйца судьбы — эпизод (реж. Г. Орлов, Комеди клаб продакшн)
- 2010 — Москва не сразу строилась — Галина (реж. М. Имбрагимбеков)
- 2009 — Варенька. Испытание любви — Людмила (реж. В. Девятилов,Русское)
- 2009 — Мой — соседка Светланы (реж. А. Комков, Русское)
- 2009 — Однажды будет любовь — эпизодическая роль (реж. Д. Магонов)
- 2008 - 2011 — Обручальное кольцо — эпизодическая роль (реж. Д. Ивановская)
- 2008 — Моя любимая ведьма — Вика (реж. А. Кирющенко, Леан-М)
- 2008 — Шальной ангел — эпизодическая роль
- 2008 — Жизнь, которой не было — Людмила Бялко (реж. Л. Мазор, Амедиа)
- 2008 — Ключи от счастья — эпизодическая роль (реж. Р. Просвирнин, Русское)
- 2008 — Час Волкова — Лида (реж. Е. Грамматиков)
- 2008 — Чемпион — Магда
- 2008 — Любишь - докажи — главная роль: Она (реж. Н. Коротченко, Амадей фильм)
- 2008 — Александровский сад 3. Охота на Берию — Антонина (реж. А. Пиманов, Пиманов и партнёры)
- 2007 — Дочки-матери — Катя (реж. К. Ангелина, Леан-М)
- 2007 — И падает снег — Зинаида Вольская (реж. М. Мигунова, Пирамида)
- 2007 — Татьянин день — Валерия (реж. М. Мокеев, И. Войтулевич, Е. Гранитова -Лавровская, Н. Крутиков, Е. Марчелли, Амедиа)
- 2006 - 2011 — Детективы — Стелла/Елена (сестры-близнецы) (реж. Д. Тихон)
- 2006 — Братья по-разному — Марина (реж. Р. Фокин, Амедиа)
- 2006 — Никто не знает про секс — Алина (реж. А. Гордеев, Park Cinema Production)
- 2005 — Солдаты 4- Виктория (реж. С. Арланов, Леан-М)
- 2005 — Пока ждет автомобиль — главная роль: Настя (реж. А. Коваль, Дальта)
- 2005 — Авантюристка — эпизодическая роль (реж. Д. Дьяченко)
- 2005 — Люба, дети и завод…- Анна
- 2005 — Аэропорт — эпизодическая роль (реж. Е. Грамматиков, А. Гурьянов)
- 2003 - 2005 — Адвокат — эпизодическая роль (реж. А. Соколов)
- 2001 — Ужин — главная роль Настя (реж. Ю. Паюсова)
- 2000 — Игра в любовь — танцовщица (реж. Е. Гинзбург)

## Награды
- 2015 — Международный Армянский Кинофестиваль Женского Кино «KIN» (Лучший российский фильм) г. Ереван, Армения
- 2015 — Золотые аплодисменты (Лучший короткометражный фильм) г. Челябинск, Россия
- 2014 — Лучший короткометражный фильм — Международный благотворительный кинофестиваль «Лучезарный ангел»
- 2014 — Гран При, лучший фильм- кинофестиваль Proвзгляд[3]
- 2014 — Лучшая главная женская роль — в конкурсе «Короткий метр» Uncipar
- 2014 — Бронзовая статуэтка — Международный Кинофорум Золотой Витязь
- 2014 — Два диплома первой степени: в номинации «Игровое кино», а также по версии молодёжного жюри — Международный кинофестиваль Свет миру
- 2014 — Приз зрительских симпатий-Межрегиональный кинофестиваль Real Heroes Film Festival